# Grand Paris Express

Kaart van Grand Paris Express

Grand Paris Express is een project van openbaar vervoer in en rond Parijs.
Het geheel wordt een netwerk van 200 km tunnels in 4 metrolijnen, plus 2 verlengingen van bestaande lijnen, lijn 11 en lijn 14. Het geheel omvat 71 metrostations, waarvan 60 nieuwe. De belangrijkste verbeteringen aan het huidige netwerk zijn de toekomstige lijn 15, die een metroringlijn rond Parijs maakt. In de 19de eeuw was reeds een spoorwegring rond Parijs aangelegd, die voor een groot deel overeenkwam met het huidige tracé van de Périphérique. De nieuwe lijn 15 zou onder meer de functie hiervan opnieuw vervullen. Ook de verbindingen van de luchthavens van Roissy Charles de Gaulle en Orly met het metronetwerk, moeten de stad snel toegankelijker maken voor de reizigers. De andere nieuwe lijnen zijn lijn 16 en lijn 17 in het noorden en lijn 18 in het zuiden.
De realisatie van het project werd toevertrouwd aan de Société du Grand Paris (SGP), een overheidsvennootschap.
De totale kostprijs wordt geraamd op 20,5 miljard euro.
Tegen 2025 moeten deze lijnen dagelijks 2 miljoen reizigers vervoeren en tegen 2035 ongeveer 3 miljoen.
Volgens de planning zou in 2030 het hele project voltooid moeten zijn. De aanlegkosten worden geraamd op 30 miljard euro.

## Nieuwe lijnen
De geplande nieuwe metrolijnen zijn:

### Metrolijn 15
: semi-ringlijn die bij Champigny Centre op zichzelf aansluit. Het andere stuk loopt door tot Noisy-Champs. De opening van het zuidelijk deel, tussen Noisy-Champs en Pont de Sèvres, wordt voorzien voor 2025.

### Metrolijn 16
: een buitenringlijn van Noisy-Champs (aansluiting M15) tot Saint-Denis Pleyel (aansluiting M14 en M15). In een verre toekomst zou die nog kunnen verlengd worden tot Versailles Chantiers (aansluiting M18)

### Metrolijn 17
Metrolijn 17 zal samenvallen met metrolijn 16 van Saint-Denis-Pleyel tot Le Bourget (RER), maar splitst dan af, bedient de luchthavens Le Bourget en Charles de Gaulle en rijdt tot Le-Mensil-Amelot. Reizigers die met de metro vanuit de stad naar de luchthaven willen reizen, zullen kunnen overstappen op het eindstation van metrolijn M14 Saint-Denis Pleyel.
De geplande lengte is 25 kilometer, voor 9 haltes.
De afwerkingstermijn is in 2021 uitgesteld naar het najaar van 2026 voor het eerste deel van Saint-Denis-Pleyel tot luchthaven Le Bourget. De volledige lijn zou klaar moeten zijn in 2030.

### Metrolijn 18
: van de luchthaven Orly tot Versailles Chantiers.

## Verlengd
Diverse bestaande metrolijnen zullen verlengd worden om aansluiting te geven aan de ringlijn. Binnen het project Grand Paris Express zijn dat:
- M14 werd aan beide uiteinden verlengd om aansluiting te geven in Saint-Denis Pleyel (geopend 24 juni 2024) en Villejuif Institut G. Roussy (geopend 18 januari 2025), en loopt in het zuiden verder door tot de luchthaven van Orly bediend door het metrostation Aéroport d'Orly sinds 24 juni 2024.
- M11 verdere verlenging naar het oosten van Rosny-Bois-Perrier tot Noisy-Champs: uitgesteld zonder einddatum en dus uit het project gehaald

De lijnen M14 en M15 zullen metrolijnen met een grote vervoerscapaciteit zijn (met lange perrons), terwijl de lijnen M16, M17 en M18 goedkoper uitgevoerd zullen worden met kortere perrons. De geplande oplevering van het eerste deel van metrolijn 15 wordt verwacht rond eind 2026.